# 阿科拉 (喬治亞州)
阿科拉（英語：Arcola）是位於美國喬治亞州布洛克縣的一個非建制地區。該地的面積和人口皆未知。

## 地理
阿科拉的座標為32°20′37″N 81°36′07″W / 32.34361°N 81.60194°W，而該地的平均海拔高度為38米（即125英尺）。